# Coal Miner's Daughter
Coal Miner's Daughter (conocida como La hija del minero en Hispanoamérica o Quiero ser libre en España) es una película biográfica estadounidense de 1980 dirigida por Michael Apted y protagonizada por Sissy Spacek y Tommy Lee Jones. Spacek obtuvo el Premio Oscar a la mejor actriz.
Helm (baterista del grupo de rock The Band) hizo su debut en la pantalla como el padre de Loretta y sus compañeros Ted Webb, Ernest Tubb, Roy Acuff y Minnie Pearl hacen cameos de ellos mismos.
Se pretendía hacer una película sobre la vida de Lynn desde el lanzamiento de la biografía. La producción de la película comenzó en marzo de 1979 y la propia Lynn eligió a Spacek para interpretarla en la pantalla después de ver una fotografía de ella, a pesar de no estar familiarizada con sus películas. La banda sonora de la película incluía todos los sencillos exitosos de Lynn, todos cantados por Spacek, así como " Sweet Dreams" de Patsy Cline cantada por D'Angelo. La banda sonora alcanzó el top 40 en la lista Billboard 200 y fue certificada como oro por la Recording Industry Association of America.
Universal Pictures estrenó Coal Miner's Daughter en cines el 7 de marzo de 1980. El consenso crítico sobre Rotten Tomatoes lo llama "una historia sólidamente conmovedora". 
La película es considerada "cultural, histórica o estéticamente significativa" por la Biblioteca del Congreso y fue seleccionada para ser preservada en el Registro Nacional de Cine de los Estados Unidos en 2019.

## Argumento
Esta película trata sobre la vida de Loretta Lynn, una cantante de música country y wéstern que venía de la pobreza a la fama, quien logró escapar del sórdido mundo en el que vivía, convirtiéndose en toda una estrella del mundo del espectáculo. 
Lynn nació en el seno de una familia humilde, cerca de los montes Apalaches. Se casó a los trece años y llegó a tener cuatro hijos, antes de los veinte.

## Reparto
- Sissy Spacek es Loretta Lynn.
- Tommy Lee Jones es Doolittle 'Mooney'/'Doo' Lynn.
- Beverly D'Angelo es Patsy Cline.
- Levon Helm es Ted Webb.
- Phyllis Boyens es 'Clary' Webb.
- Bob Hannah es Charlie Dick.
- William Sanderson es Lee Dollarhide.
- Ernest Tubb es él mismo.
- Roy Acuff es él mismo.
- Minnie Pearl es ella misma.

## Banda Sonora
La banda sonora original de la película fue lanzada el 7 de marzo de 1980, bajo el sello MCA Nashville incluía música de Beverly D'Angelo, Levon Helm, y Sissy Spacek, excepto para el "End Medley Créditos" y material por otros artistas que no estaban bajo contrato con MCA. El álbum obtuvo la certificación oro por la RIAA el 11 de enero de 1982 y se ha lanzado en vinilo, casete y CD.

| N.º | Título                                  | Escritor(es)                                  | Performer                      | Duración |  |
| 1.  | «The Titanic»                           | A.P. Carter, Sarah Carter, Maybelle Carter    | Sissy Spacek                   | 2:29     |  |
| 2.  | «Blue Moon of Kentucky»                 | Bill Monroe                                   | Levon Helm                     | 2:51     |  |
| 3.  | «There He Goes»                         | Eddie Miller, Durwood Haddock, W.S. Stevenson | Sissy Spacek                   | 2:11     |  |
| 4.  | «I'm a Honky Tonk Girl»                 | Loretta Lynn                                  | Sissy Spacek                   | 2:22     |  |
| 5.  | «Amazing Grace»                         | John Newton                                   | Funeral Guest                  | 2:08     |  |
| 6.  | «Walkin' After Midnight»                | Don Hetch, Alan Block                         | Beverly D'Angelo               | 2:21     |  |
| 7.  | «Crazy»                                 | Willie Nelson                                 | Beverly D'Angelo               | 2:45     |  |
| 8.  | «I Fall to Pieces»                      | Hank Cochran, Harlan Howard                   | Sissy Spacek                   | 2:48     |  |
| 9.  | «Sweet Dreams»                          | Don Gibson                                    | Beverly D'Angelo               | 2:37     |  |
| 10. | «Back in Baby's Arms»                   | Bob Montgomery                                | Sissy Spacek, Beverly D'Angelo | 2:10     |  |
| 11. | «One's on the Way»                      | Shel Silverstein                              | Sissy Spacek                   | 2:42     |  |
| 12. | «You Ain't Woman Enough To Take My Man» | Lynn                                          | Sissy Spacek                   | 2:18     |  |
| 13. | «You're Lookin' at Country»             | Lynn                                          | Sissy Spacek                   | 2:26     |  |
| 14. | «Coal Miner's Daughter»                 | Lynn                                          | Sissy Spacek                   | 3:04     |  |

## Premios
| Premio                                                | Categoría                                   | Nominado                                                            | Resultado  |
| ----------------------------------------------------- | ------------------------------------------- | ------------------------------------------------------------------- | ---------- |
| Premios Óscar                                         | Mejor película                              | Bernard Schwartz                                                    | Nominado   |
| Premios Óscar                                         | Mejor actriz                                | Sissy Spacek                                                        | Ganadora   |
| Premios Óscar                                         | Mejor guion adaptado                        | Thomas Rickman                                                      | Nominado   |
| Premios Óscar                                         | Mejor dirección de arte                     | John W. Corso John M. Dwyer                                         | Nominado   |
| Premios Óscar                                         | Mejor fotografía                            | Ralf D. Bode                                                        | Nominado   |
| Premios Óscar                                         | Mejor montaje                               | Arthur Schmidt                                                      | Nominado   |
| Premios Óscar                                         | Mejor sonido                                | Richard Portman, Roger Herman y James R. Alexander                  | Nominado   |
| Premios Globo de Oro                                  | Mejor película - Comedia o musical          | Mejor película - Comedia o musical                                  | Ganador    |
| Premios Globo de Oro                                  | Mejor actriz - Comedia o musical            | Sissy Spacek                                                        | Ganadora   |
| Premios Globo de Oro                                  | Mejor actor de reparto                      | Tommy Lee Jones                                                     | Nominado   |
| Premios Globo de Oro                                  | Mejor actriz de reparto                     | Beverly D'Angelo                                                    | Nominada   |
| Premios BAFTA                                         | Mejor actriz                                | Sissy Spacek                                                        | Nominada   |
| Premios BAFTA                                         | Mejor sonido                                | Gordon Ecker, James R. Alexander, Richard Portman y Roger Heman Jr. | Nominado   |
| Premios Grammy                                        | Mejor interpretación vocal country femenina | Sissy Spacek                                                        | Nominada   |
| Premios del Círculo de Críticos de Cine de Nueva York | Mejor actriz                                | Sissy Spacek                                                        | Ganadora   |
| Premio National Society of Film Critics               | Mejor Actriz                                | Sissy Spacek                                                        | Ganadora   |
| Premios National Board of Review                      | 10 Películas más Destacadas                 | 10 Películas más Destacadas                                         | 3er puesto |
| Premios National Board of Review                      | Mejor Actriz                                | Sissy Spacek                                                        | Ganadora   |